# コマンドまたはファイル名が違います

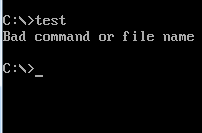
MS-DOS（英語版）でのエラーメッセージのスクリーンショット

コマンドまたはファイル名が違います（コマンドまたはファイルめいがちがいます、英語: Bad command or file name）とは、MS-DOSやその他のオペレーティングシステムにおけるエラーメッセージである。PC DOSでの日本語表記は「コマンドまたはファイル名が正しくありません」。
入力されたコマンドの最初の単語が解釈できなかったとき、COMMAND.COMはこのエラーメッセージを表示する。MS-DOSではコマンドの最初の単語は、内部コマンドか、実行可能ファイル (.exe, .com) またはバッチファイル (.bat) のファイル名であるので、エラーメッセージが「コマンドまたはファイル名」となっているが、初心者にはわかりづらい。このエラーは単なるタイプミスが原因であることが多いが、コマンドの引数として与えたファイル名が誤っている、もしくはファイルが損傷を受けたかのような印象を与える。そのため、Windows NTでは、意味がはっきりするように以下のように変更された（ここで、"foo"はコマンドの最初の単語である）。
'foo' は、内部コマンドまたは外部コマンド、操作可能なプログラムまたはバッチ ファイルとして認識されていません。
'foo' is not recognized as an internal or external command, operable program or batch file
初期のUnixシェルでは、同様の場合に "foo: no such file or directory" というエラーメッセージを表示する。最新のシェルでは "foo: command not found" のように表示する。